# 物理学杂志B
《物理学学报B：原子、分子与光物理》（英語：Journal of Physics B: Atomic, Molecular and Optical Physics，简写），是一份由英国物理学会出版社出版的物理学学术期刊，实行同行评审，为双周刊。
《物理学杂志B》设立于1968年，拆分自《伦敦物理学会志》。2006年，《光学杂志B：量子与半经典光学》并入《物理学杂志B》。